# 中华大刀螳
中華大刀螳是螳科大刀螳屬的一個物種，為亞洲東北部、東部至南部常見的大型螳螂。其種加詞“sinensis”意為“中華的”。
體長10厘米左右，黄褐色或綠色。19世纪末被引入北美，成為入侵物種。常被作為寵物飼養。

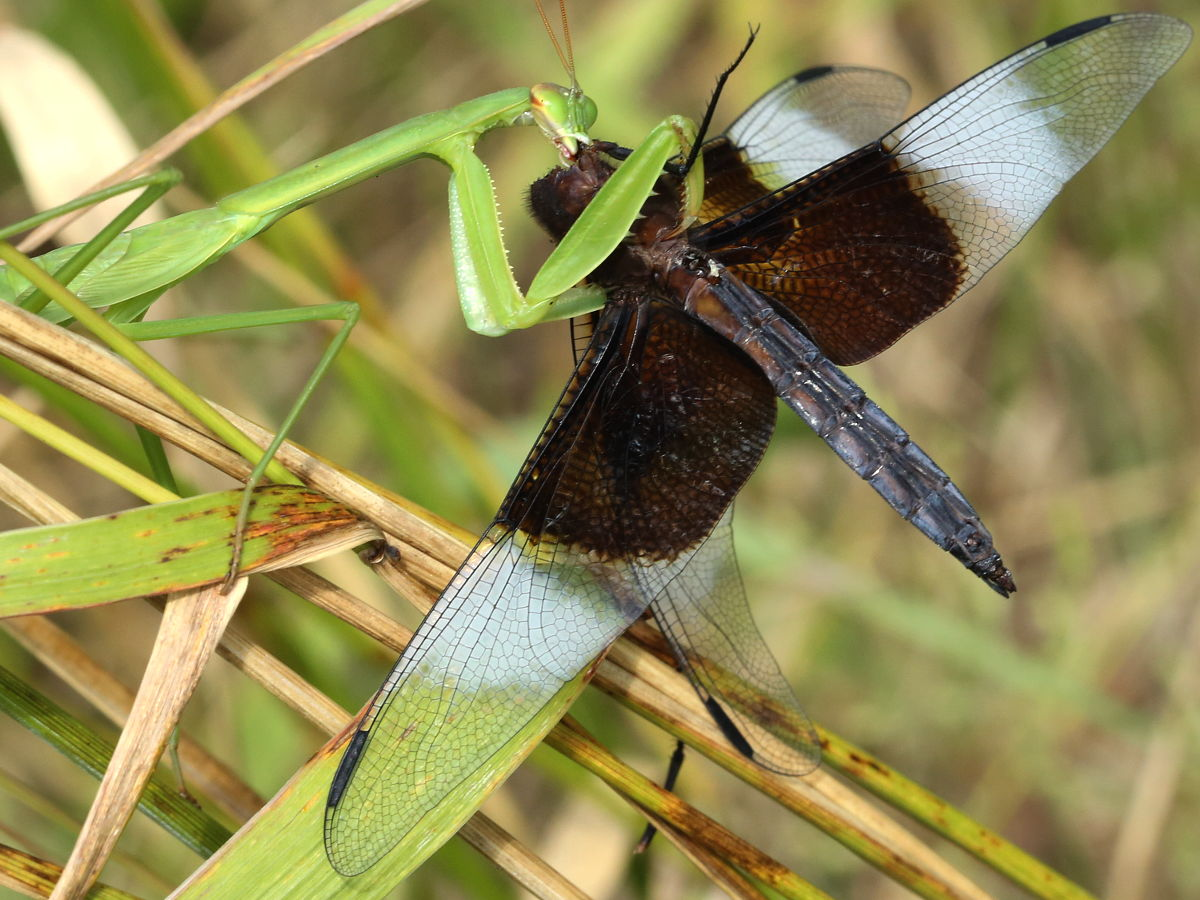
捕食蜻蜓Libellula luctuosa, 美國